# Catocala elocata
Espèce
La Déplacée (Catocala elocata) est une espèce de lépidoptères de la famille des Erebidae.

## Distribution
Eurasiatique, on la trouve en Europe centrale et du Sud, en Anatolie, en Ouzbékistan et au Kazakhstan. Répandue en France métropolitaine, sauf dans l'extrême nord.

## Description
Son envergure atteint 70 à 75 mm. En France, c'est la plus grande espèce du genre Catocala aux ailes postérieures rouges.

## Biologie
Espèce univoltine, l'imago vole de juillet à octobre dans des milieux arborés, y compris dans les villes et villages.

### Chenille
Sa larve se nourrit sur les peupliers et les saules.

## Galerie

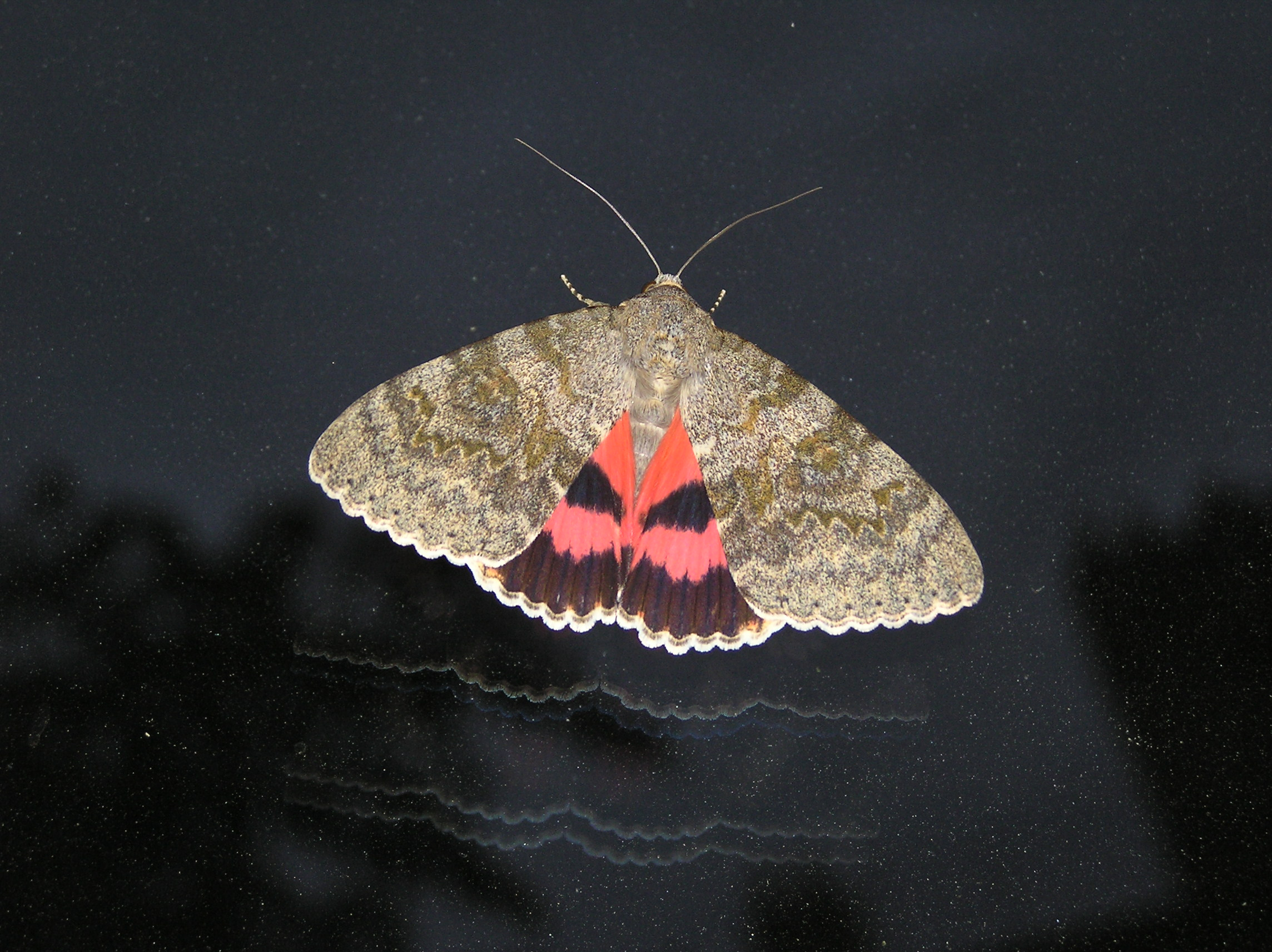
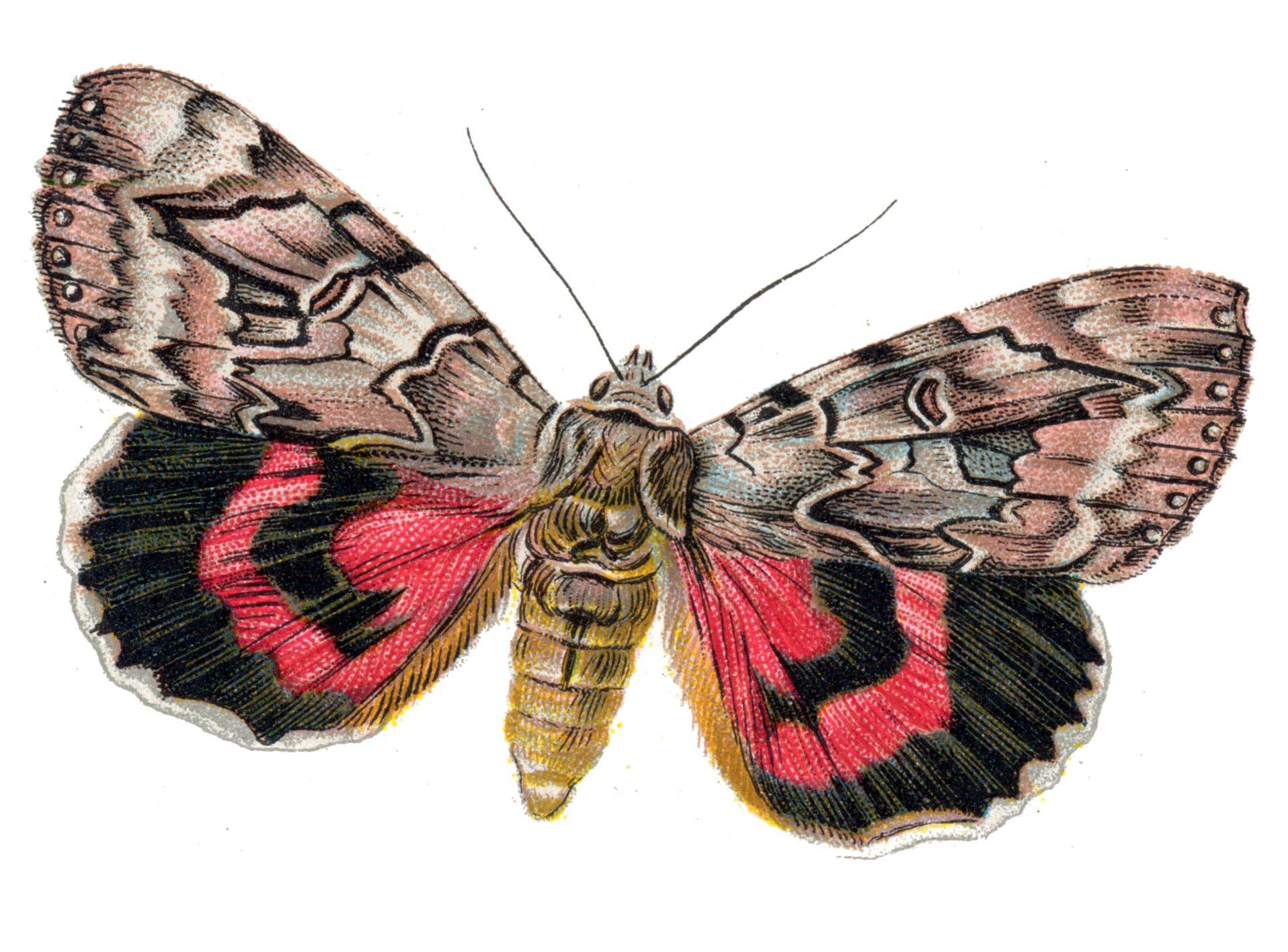